# 西布朗普頓站
西布朗普顿站（英語：West Brompton station）是一个伦敦地铁，地上铁以及英国国铁车站，位于伦敦地铁区域线温布顿支线，可在伯爵阁站换乘区域线其他支线或在温布顿站换乘电车连线。伦敦地上铁方面，本站位于伦敦地上铁西伦敦线，可在牧者林站和卫斯顿交汇站换乘伦敦地铁中央线和伦敦地上铁沃特福德直流电铁线，北伦敦线，也可在克拉珀姆交汇站换乘南内伦敦线。本站同时也是英国国铁车站，运营米爾頓凱恩斯中央至南克羅伊登和肯辛顿(奥林匹亚)至旺茲沃斯路的国铁线路。